# Kyselina thiobarbiturová
Kyselina thiobarbiturová je heterocyklická organická sloučenina, používaná při stanovování malondialdehydu vzniklého peroxidací lipidů.
Používá se také jako součást vývojek v černobílé fotografii.